# ویللازون
ویللازون (به اسپانیایی: Villazón) یک منطقهٔ مسکونی در بولیوی است که در Modesto Omiste Province واقع شده‌است. ویللازون ۳۷٬۱۱۳ نفر جمعیت دارد و ۳٬۴۴۷ متر بالاتر از سطح دریا واقع شده‌است.